# Плёсо (Виноградовский район)
Плёсо — деревня в Виноградовском районе Архангельской области России.
Деревня Плёсо входила в состав Рочегодского сельского поселения до 2021 года.

## География
Плёсо находится в среднем течении Северной Двины, на правом её берегу, в устье реки Верхняя Вареньга. Напротив Плёса, за островом Коневец, находится деревня Шужега. От Плёса до Архангельска по реке — 343 км, до Березника — 37 километров. Ниже Плёса по течению Северной Двины располагаются село Конецгорье, а выше — посёлок Рочегда.
Через Плёсо проходит автодорога Усть-Ваеньга — Осиново — Шиленьга — Корбала — Ростовское — Конецгорье — Плёсо — Рочегда — Кургомень — Топса — Сельменьга — Борок — Фалюки.

## История
Плёсо с древних времён относилось к Конецгорской Сийской и Ростовской волостям. Входило в состав Подвинского стана и Подвинской четверти (чети) — Подвинского четвертного правления в Важском уезде (Важской доле, дистрикте) Архангелогородской губернии, затем в Шенкурской половине Важского уезда. С 1780 года в Шенкурском уезде Архангельской области Вологодского наместничества, затем в Архангельской губернии (наместничестве). До 1797 года — в ведении Московского приказа Большого дворца, а с 1797 года, когда был создан Кургоминский удельный приказ, в Департаменте уделов Министерства императорского двора).
В 1918—1919 годах Плёсо было занято союзными войсками интервентов.
В советское время Плёсо относилось к Конецгорскому сельсовету, затем — к Конецгорской сельской администрации. С 2004 года по 2021 год — в Рочегодском сельском поселении.

## Население
| 2002 | 2010 | 2012 |
| ---- | ---- | ---- |
| 13   | ↘9   | ↘8   |

В 2009 году в Плёсо проживало 17 человек, в том числе 15 пенсионеров. По переписи 1920 года в деревне Никитинская (Плёсо) Верхне-Конецгорского общества Ростовской волости проживало 154 человека обоего пола.

## Вареньгское городище
На правом высоком берегу реки Северной Двины, между ручьём Королевик и долиной реки Сухая Вареньга, находится Старое городище и Могильник XIV—XV веков. На этом месте располагался городок языческого чудского князя.

## Часовой пояс
Плёсо, также как и вся Архангельская область, находится в часовом поясе, обозначаемом по международному стандарту как Moscow Time Zone (MSK/MSD). Смещение относительно Всемирного координированного времени UTC составляет +3:00 (MSK, зимнее время) и +4:00 (MSD, летнее время).

## Топографические карты
- Топографическая карта P-38-39,40. (Лист Рочегда)]
- Плёсо на Wikimapia
- Плёсо. Публичная кадастровая карта